# Coup de chaud
Ne doit pas être confondu avec Coup de chauffe.
Pour plus de détails, voir Fiche technique et Distribution.
Coup de chaud est un film dramatique français réalisé par Raphaël Jacoulot et sorti en 2015.

## Synopsis
Par une canicule éprouvante qui assèche les terres et les cœurs, un petit village subit graduellement une montée en tension au sein de sa population, les habitants se liguent lentement les uns contre les autres et le comportement étrange du fils du ferrailleur ne fait qu'exacerber le malaise général.

## Fiche technique
- Titre : Coup de chaud
- Titre : Heat Wave
- Réalisation : Raphaël Jacoulot
- Scénario : Raphaël Jacoulot, Lise Macheboeuf et Florence Vignon
- Photographie : Benoît Chamaillard
- Montage : François Quiqueré
- Décors : Valérie Saradjian
- Casting : Brigitte Moidon
- Cascades : Michel Bouis
- Costumes : Elisabeth Tavernier
- Musique : André Dziezuk
- Production : Miléna Poylo et Gilles Sacuto
- Coproduction : Jacques-Henri, Tanguy Dekeyser et Olivier Bronckart
- Sociétés de production : TS Productions, Canal+, Ciné+, TV5 Monde, Versus Production et Proximus
- Soutien à la production : Région Aquitaine, CNC, Lot-et-Garonne, La Banque postale Images 8, Palatine Étoile 12, Cofinova 11, dispositifs Tax shelter et MEDIA, Inver Invest, Procirep, Angoa-Agicoa
- Distribution : Diaphana Distribution (France), Doc & Film International (Monde), Uavhengig distribusjon (Norvège), Xenix Filmdistribution (Suisse)
- Lieu de tournage : Lot-et-Garonne (Puch-d'Agenais[1], Tonneins, Villefranche-du-Queyran et Grateloup-Saint-Gayrand[2])
- Pays de production :  France et  Belgique
- Format : couleur - 2.35:1 - Arri Alexa
- Laboratoires : M141 (Paris)
- Son : Dolby Digital
- Genre : policier
- Durée : 102 minutes
- Date de sortie :
  - France : 12 août 2015
- Visa d'exploitation n° 130563
- Budget : 3.43M€[3]
- Box-office France : 83 967 entrées[4]

## Distribution
- Jean-Pierre Darroussin : Daniel Huot-Marchant
- Grégory Gadebois : Rodolphe Blin
- Karim Leklou : Josef Bousou
- Carole Franck : Diane
- Isabelle Sadoyan : Odette
- Théo Cholbi : Dylan
- Marc Prin : Le major
- Serra Yılmaz : Josiane Bousou
- Camille Figuereo : Bénédicte Blin
- Agathe Dronne : Valérie
- Patrick Bonnel : Jean-Louis Boibessot
- Marc Bodnar : Michel
- Mostéfa Djadjam : Virgile Bousoug
- Manon Valentin : Manon
- léo Lecomte : Camille
- Julien Boissier-Descombes : l'adjoint au maire
- Sofian Benghaffor : Yacine
- Lila Lacombe : Laura
- Maxence Seva : Michaël
- Aristide Demonico : Paul
- David Ayala : Thierry Bousou
- Vanessa Feuillate : Sonia
- Didier Poulain : le voisin
- Faiza Kaddour : la mère de Yacine
- Fabien Mairey : un conseiller municipal
- Cécile Bayle : une conseillère municipale
- Frédéric Bouchet : l'adjudant
- Paul Simonet : le paysan âgé
- Julien Labaste : l'adjoint de l'adjudant